# Freeland (Pensilvania)
Freeland es un borough ubicado en el condado de Luzerne en el estado estadounidense de Pensilvania. En el año 2000 tenía una población de 3 643 habitantes y una densidad poblacional de 2{esd}}019 personas por km².

## Geografía
Freeland se encuentra ubicado en las coordenadas 41°1′11″N 75°53′45″O / 41.01972, -75.89583.

## Demografía
Según la Oficina del Censo en 2000 los ingresos medios por hogar en la localidad eran de $31,891 y los ingresos medios por familia eran $40,863. Los hombres tenían unos ingresos medios de $31,631 frente a los $21,471 para las mujeres. La renta per cápita para la localidad era de $15,701. Alrededor del 13% de la población estaba por debajo del umbral de pobreza.

## Educación
El Distrito Escolar del Área de Hazleton (HASD) gestiona las escuelas públicas que sirven al buró, incluyendo la Escuela Primaria-Intermedia Freeland en Freeland y la Escuela Secundaria Área de Hazleton en el Municipio de Hazle.